# فتح‌آباد (زابل)
فتح‌آباد، روستایی در دهستان کرباسک بخش کرباسک شهرستان زابل در استان سیستان و بلوچستان ایران است.

## جمعیت
بر پایه سرشماری عمومی نفوس و مسکن در سال ۱۳۹۵، جمعیت این روستا برابر با ۱٬۳۰۶ نفر (۲۹۸ خانوار) بوده‌است.